# Chamboret
Chamboret (tiếng Occitan: Chamborèt) là một xã của tỉnh Haute-Vienne, thuộc vùng Nouvelle-Aquitaine, miền trung nước Pháp.